# سام ستوكلي
سام ستوكلي (بالإنجليزية: Sam Stockley) (5 سبتمبر 1977 في المملكة المتحدة - ) هو لاعب كرة قدم بريطاني في مركز الدفاع. لعب مع أكسفورد يونايتد وبورت فايل وكولتشستر يونايتد ونادي بارنت ونادي بلاكبول ونادي فيرينتسفاروشي ونادي شمال كارولاينا وF.C. New York ‏ وتيلفورد يونايتد وويكمب وندررز وDroylsden F.C. ‏.

## وصلات خارجية
- سام ستوكلي على موقع قاعدة بيانات كرة القدم.إي يو (الإنجليزية)
- سام ستوكلي على موقع Soccerbase.com (لاعب) (الإنجليزية)